# Y punto
Y Punto, ursprünglich betitelt als Bersuit Vergarabat y punto!, ist der Name des ersten Albums der argentinischen Rockband Bersuit Vergarabat. Dieses Debütwerk enthält den ersten Erfolg der Band: eine spanische Adaption des Liedes „El tiempo no para“ des brasilianischen Musikers Cazuza, die ihnen große Resonanz einbrachte.

## Titelliste
| Nr.          | Titel                                 | Autor(en)                                         | Länge |
| ------------ | ------------------------------------- | ------------------------------------------------- | ----- |
| 1.           | El tiempo no para                     | Cazuza, Arnaldo Brandão – Übers.: Cordera, Martín | 05:27 |
| 2.           | La papita                             | Cordera                                           | 03:17 |
| 3.           | Diez mil                              | Martín, Bianco                                    | 04:18 |
| 4.           | Tuyu                                  | Cordera                                           | 04:45 |
| 5.           | Homenaje a los locos del Borda        | Cordera                                           | 05:45 |
| 6.           | Venganza de los pobres muertos (afro) | Cordera                                           | 05:33 |
| 7.           | Hociquito de ratón                    | Cordera                                           | 02:42 |
| 8.           | La logia (iambo-lombo)                | Cordera                                           | 04:00 |
| 9.           | Como nada puedo hacer (puteo)         | Cordera                                           | 05:37 |
| 10.          | Sistema al mejor postor (La pantalla) | Cordera                                           | 05:12 |
| Gesamtlänge: | Gesamtlänge:                          | Gesamtlänge:                                      | 44:30 |

## Besetzung
- Gustavo Cordera – Gesang
- Rubén Sadrinas – Gesang
- Oscar Righi – Gitarre
- Charly Bianco – Gitarre
- Pepe Céspedes – Bass und allgemeine Arrangements
- Juan Subirá – Klavier und Keyboards
- Raúl Pagano – Keyboards
- Carlos Enrique Martín – Schlagzeug und Percussion

## Kollaborationen
- Daniel Colombres – Percussion bei 7
- Marcela Chediak – Percussion bei 2, 3, 6 und 9
- Sergio Ferrari – Interno I und II bei 5
- Mario Pergolini – Interno III bei 5